# Soudan (Minnesota)
Soudan – jednostka osadnicza w Stanach Zjednoczonych, w stanie Minnesota, w hrabstwie St. Louis.